# Lista krążowników Royal Australian Navy
Lista krążowników Royal Australian Navy obejmuje 15 okrętów różnych typów i klas które służyły w Royal Australian Navy w latach 1911-1954.
| Nazwa        | Klasa                       | Typ           | Wodowany | Lata służby | Uwagi |
| ------------ | --------------------------- | ------------- | -------- | ----------- | --- |
| „Adelaide”   | krążownik lekki             | Town          | 1918     | 1922–1946   | Z racji opóźnień w budowie żartobliwie znany jako HMAS „Longdelayed” (Długo opóźniony), złomowany w 1949.                                                         |
| „Australia”  | krążownik liniowy           | Indefatigable | 1911     | 1913–1921   | Największy okręt artyleryjski Royal Australian Navy. |
| „Australia”  | krążownik ciężki            | County        | 1928     | 1928–1954   | Złomowany w 1955. |
| „Brisbane”   | krążownik lekki             | Town          | 1915     | 1916–1929   | W 1917 z pokładu „Brisbane” katapultowano pierwszy samolot w historii RAN.                                                                                        |
| „Canberra”   | krążownik ciężki            | County        | 1927     | 1928–1942   | Zatopiony w bitwie koło wyspy Savo. |
| „Encounter”  | krążownik pancernopokładowy | Challenger    | 1902     | 1912–1923   | Oryginalnie zbudowany dla Royal Navy, jako baza okrętów podwodnych przemianowany na HMAS „Penguin” w 1923.                                                        |
| „Hobart”     | krążownik lekki             | Leander       | 1934     | 1938–1947   | Oryginalnie zbudowany dla Royal Navy, gdzie służył jako HMS „Apollo”.                                                                                             |
| „Melbourne”  | krążownik lekki             | Town          | 1913     | 1913–1928   | Złomowany w 1929 |
| „Perth”      | krążownik lekki             | Leander       | 1934     | 1939–1942   | Oryginalnie zbudowany dla Royal Navy jako HMS „Amphion” zatopiony w bitwie na Morzu Jawajskim.                                                                    |
| „Pioneer”    | krążownik lekki             | Pelorus       | 1899     | 1915–1916   | Oryginalnie zbudowany dla Royal Navy jako krążownik pancernopokładowy HMS „Pioneer”, przeklasyfikowany na krążownik lekki, samozatopiony w pobliżu Sydney w 1931. |
| „Protector”  | krążownik lekki             | Rendel        | 1884     | 1911–1924   | Zbudowany jako kanonierka typu Rendel, przeklasyfikowany na krążownik lekki, samozatopiony jako falochron w 1943.                                                 |
| „Psyche”     | krążownik lekki             | Pelorus       | 1898     | 1915–1918   | Oryginalnie zbudowany dla Royal Navy jako krążownik pancernopokładowy, przeklasyfikowany na krążownik lekki, samozatopiony w 1940.                                |
| „Shropshire” | krążownik ciężki            | County        | 1928     | 1943–1949   | Oryginalnie zbudowany dla Royal Navy jako HMS „Shropshire”, przekazany RAN-owi po stracie „Canberry”.                                                             |
| „Sydney”     | krążownik lekki             | Town          | 1912     | 1913–1928   | Zatopił „Emden” w bitwie koło Wysp Kokosowych, złomowany w 1928.                                                                                                  |
| „Sydney”     | krążownik lekki             | Leander       | 1934     | 1935–1941   | Oryginalnie zbudowany dla Royal Navy jako HMS „Phaeton”, zatopiony w pojedynku z rajderem „Kormoran”                                                              |